# Alex Danson
Alex Danson, född den 21 maj 1985 i Southampton, Storbritannien, är en brittisk landhockeyspelare.
Hon tog OS-brons i damernas landhockeyturnering i samband med de olympiska landhockeytävlingarna 2012 i London.
Vid den olympiska landhockeyturneringen 2016 i Rio de Janeiro vann hon guld efter en finalvinst på straffar mot Nederländerna.